# Oldies
Los oldies son una radiofórmula dedicada a un periodo musical ubicado desde la segunda mitad del siglo XX, concretamente desde mediados de la década de 1950 hasta la década de 1980. La palabra constituye un préstamo del inglés, un diminutivo de la palabra "viejo" o "antiguo".
Por extensión, se aplica a temas musicales que, en un momento determinado, comienzan a considerarse «antiguos»". Algunos ejemplos son: Elvis Presley, Chuck Berry, Jerry Lee Lewis, Bill Haley & His Comets, Four Seasons, the Four Tops, Bryan Adams, etc. Además, se incluyen los "clásicos modernos", como los Beatles o Michael Jackson.

## Géneros considerados oldies
- Rythm & Blues
- Boogie Woogie
- Doo Wop
- Rock & Roll
- Rythm & Blues
- Power ballad
- Rock sinfónico
- Twist